# Kamadéna
Kamadéna est une localité située dans le département de Dokuy de la province de la Kossi dans la région de la Boucle du Mouhoun au Burkina Faso.

## Santé et éducation
La commune accueille un dispensaire de soins isolé.